# Loggins and Messina
Loggins and Messina es un dúo estadounidense de pop-rock formado por Kenny Loggins y Jim Messina de gran éxito en la primera mitad de los años 1970.

## Carrera
Entre sus canciones más conocidas están "Your Mama Don't Dance" (canción que fue versionada por las bandas Y&T y Poison en los ochenta), "Danny's Song" y "House at Pooh Corner". Después de vender más de 16 millones de discos y convertirse en uno de los principales dúos musicales de la década de 1970, Loggins y Messina se separaron en 1976. Pese a que Jim Messina sólo tuvo una popularidad limitada tras la ruptura, Kenny Loggins tuvo una buena colección de éxitos en los 80. En 2005 y 2009, Loggins & Messina se volvieron a unir para realizar diversas giras por los Estados Unidos.